# Coelogyne speciosa
Coelogyne speciosa (Blume) Lindl., 1833 è una pianta della famiglia dell Orchidacee, endemica della Malaysia.

## Descrizione
È un'orchidea di grandi dimensioni, che cresce epifita e occasionalmente terricola (geofita). C. speciosa è costituita da un rizoma con pseudobulbi addensati, di forma ovoidale che portano al loro apice una o due foglie di forma ellittico-lanceolata ad apice acuto, plicate, dotate di picciolo. 
La fioritura può avvenire tutto l'anno ma è più probabile dalla primavera all'estate, mediante una infiorescenza che aggetta dal centro di uno pseudobulbo di nuova formazione, eretta, racemosa, lunga mediamente 7.5 centimetri, portante da 1 a 3 fiori. Questi sono profumati di muschio, sono grandi mediamente 7.5 centimetri, di colore dal verde chiaro al marroncino, con sepali a forma ellittica ad apice acuto e petali di forma strettamente lanceolata , il labello è bilobato ed è di colore bianco maculato di rosso scuro.

## Distribuzione e habitat
La specie è originaria dell'Asia, in particolare è endemica della Malaysia sud-+occidentale, dove cresce nelle foreste pluviali o epifita su rami e tronchi di alberi, oppure direttamente nel terreno (geofita) ad altitudini tra 700 e 2000 metri sul livello del mare.

## Tassonomia
Sono note le seguenti sottospecie:
- Coelogyne speciosa subsp. speciosa
- Coelogyne speciosa subsp. fimbriata (J.J.Sm.) Gravend., 1999
- Coelogyne speciosa subsp. incarnata Gravend., 1999

## Coltivazione
Questa pianta necessita di non troppa luce e temperature miti durante tutto l'anno, da incrementare nella fase della fioritura, quando richiede anche buoni livelli di umidità.